# 格里戈里·馬爾琴科
格里戈里·亞歷山德羅維奇·馬爾琴科（俄语：Григорий Александрович Марченко，1959年12月26日—）是哈薩克的金融家、銀行家和政治家。
馬爾琴科是哈薩克哈利克儲蓄銀行的執行董事會主席兼行政總裁。2004年任哈薩克第一副總理。他自2006年11月3日起擔任新加坡駐阿拉木圖名譽領事，以及西班牙駐阿拉木圖名譽領事。
他贏得了歐洲貨幣2003年度央行行長獎。他還被選為年度最佳金融家（「2000年哈薩克共和國之選」、「2005年哈薩克共和國之選」）。2012年被授予「哈薩克斯坦國家銀行榮譽員工」榮譽。
他曾在1999年至2004年和2009年至2013年間兩次擔任哈薩克斯坦共和國國家銀行主席。

## 教育與事業
他於1984年畢業於莫斯科國立國際關係學院。1994年就讀於美國華盛頓特區佐治城大學。
1994年至1996年，馬爾琴科在哈薩克斯坦國家銀行（該國的中央銀行）擔任副行長。之後，他於1996年至1997年擔任國家證券委員會主席，然後於1998年5月至1999年10月擔任德意志銀行證券（哈薩克）行政總裁。1997年10月至1999年10月，他擔任哈薩克總統的編外顧問。此後，他在1999年10月回到哈薩克國家銀行擔任行長，直至2004年1月為止。2004年1月至2004年4月，任哈薩克斯坦共和國第一副總理。2005年1月至2009年1月期間，他成為哈薩克哈利克銀行董事長，之後於2009年1月22日第二次被任命為哈薩克國家銀行行長。他於2013年10月1日辭去國家銀行行長職務。